# Shitara, Aichi
Shitara (em kanji: 設楽町, transliteração: Shitara-chō) é uma vila localizada no distrito de Kitashitara, Aichi, Japão.A início de Dezembro de 2007, a vila tinha uma população estimada de 6.383 e uma densidade populacional de 22,27 pessoas por km². A sua área total é de 273,96 km². A 10 de outubro de 2005, a vila de Tsugu fundiu-se com Shitara.